# Coccothrinax readii
Coccothrinax readii là loài thực vật có hoa thuộc họ Arecaceae. Loài này được H.J.Quero mô tả khoa học đầu tiên năm 1980.